# Furtado Coelho
Luís Cândido Furtado Coelho, mais conhecido por Furtado Coelho (Lisboa, 28 de dezembro de 1831 — Lisboa, 13 de fevereiro de 1900) foi um ator, dramaturgo, compositor, pianista, poeta e empresário português que fez uma movimentada carreira no Brasil. Foi o pioneiro e o mais destacado defensor da estética realista e um dos maiores atores do teatro brasileiro no final do século XIX, período em que esta arte se tornava o mais popular entretenimento público e o mercado ainda era dominado pelos autores, atores e empresários portugueses.

## Biografia
Nascido Luís Cândido Furtado Coelho, a 28 de dezembro de 1831, na Rua do Loreto, freguesia da Encarnação, na Baixa de Lisboa, era filho de João Pedro Coelho e de sua mulher, Lúcia Maria da Costa Furtado, sendo o pai natural de Lisboa e a mãe de Abrantes. Foi batizado com 5 meses de idade, na Igreja da Encarnação, ao Chiado, a 2 de junho de 1832, tendo por padrinho Joaquim Pedro Coelho. O pai era empregado nas repartições superiores do Ministério da Fazenda e descendente de vários importantes funcionários da coroa e a mãe era descendente de importantes militares, engenheiros e fidalgos da Casa Real. Era neto, pela via paterna, de Pedro António Coelho e de sua mulher, Ana da Rosa e Sá, pela via materna de Eusébio Cândido Cordeiro Pinheiro Furtado, Tenente-general, governador do Castelo de São Jorge entre 1840 e 1846 e responsável pela primeira aplicação de calçada portuguesa em Lisboa e de sua mulher, Lúcia Fortunata da Costa.
Ainda cedo matricula-se na Escola Politécnica de Lisboa, a pedido dos pais, para seguir o curso de Engenharia, como o seu avô e bisavô materno, no entanto, a Revolução da Maria da Fonte interrompeu os cursos académicos tendo Furtado Coelho abandonado os estudos, empregando-se como amanuense da Secretaria de Estado dos Negócios da Guerra, no entanto, a sua paixão era o teatro.
Ainda jovem, se interessou pelas comédias realistas francesas. Contrariando a família, parte para o Brasil. Chegou ao Rio de Janeiro em 1856, associando-se logo ao Teatro Ginásio Dramático, onde trabalhou como ensaiador. No mesmo ano publicou um importante artigo no Correio Mercantil defendendo o realismo e comentando a peça Le demi-monde, de Alexandre Dumas Filho, encenada em tradução como O mundo equívoco.
Fez sua estreia como ator no ano seguinte, em temporada pelo Rio Grande do Sul. De volta ao Rio em 1858, foi contratado como primeiro ator do Ginásio, na companhia de Joaquim Heliodoro. Desligou-se em 1859 e instalou-se no ano sucessivo com uma companhia própria no Teatro de São Januário, passando a chamá-lo Teatro de Variedades. Seu sucesso foi rápido, obtido através de aplaudidas interpretações em peças de Dumas Filho, Émile Augier, Octave Feuillet, Émile Zola e Théodore Barrière, tornando-se um sério rival para João Caetano, que até então era o grande astro da cena carioca. Seu estilo desencadeou uma polêmica com os defensores da escola romântica. Joaquim Serra, em uma carta que escreveu ao artista, louvou-o assim:

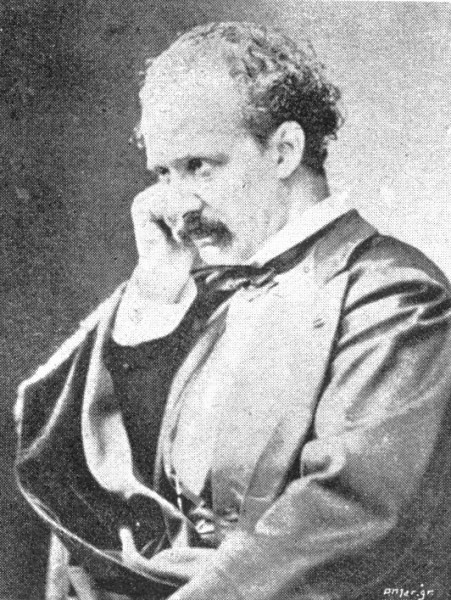
Furtado Coelho em 1872, aos 40 anos (publicado na Revista Brasil–Portugal, a 1 de março de 1900).

"A arte dramática moderna, passando pelo crisol da escola realista, apurou-se e chegou ao supremo grau de perfeição. O furor da cólera, o êxtase do amor, tudo quanto a alma humana possui de terrível, doloroso e profundo, pode ser fielmente trazido para a cena sem os acrobatismos da escola romântica. Tu és o mais aproveitado dos sectários da nova escola. Triunfas porque és natural e verdadeiro; porque sente-se palpitar a fibra e bater a artéria quando pões em cena alguma paixão; porque estudas as dobras e refolhos do coração humano, sem essas terríveis contorções, que, tirando a elevação dos papéis, pode, quando muito, acreditar o artista como uma obra-prima de mecânica. Triunfas, porque não concedes um gesto à arte vulgar; não dás arras e nem fazes concessões a essas popularidades parvas e balofas, que degradam a arte. Não sacrificas a verdade ao efeito e nem a harmonia e ritmo de palavra, ao trovejar da voz, que desnatura a verdade".
Em 1861 voltou para o Ginásio com uma nova companhia, a Sociedade Dramática Nacional, que encenava principalmente autores nacionais e teve um importante papel no estímulo à dramaturgia brasileira. Durante sua atuação, a Sociedade pagou trinta contos de réis em direitos autorais para os autores que contratou, uma grande fortuna. Nesta época envolveu-se com Eugénia Câmara e em 1865 assumiu a direção do Ginásio.
Fagundes Varela, Artur Azevedo e Machado de Assis eram grandes apreciadores do seu talento. Fagundes publicou um poema em sua homenagem no Correio Paulistano; Artur disse que "na sua existência está compreendida a odisseia inteira do nosso teatro", e Machado comentou sua aparição como Eugênio, no drama Cancros Sociais, de Maria Ribeiro: "É na alta comédia e no drama de sala que aquele artista tem feito a sua brilhante reputação; se alguma coisa faltasse para firmar-lha, bastaria para isso o seu último papel". Sobre seu desempenho como Paulo de Chennevières em A Honra de uma Família, afirmou:
"O Sr. Furtado Coelho [...] pintou o caráter de que estava encarregado com expressão e verdade. Teve cenas de verdadeira expansão, no segundo ato sobretudo. O que se nota neste artista, e mais que em qualquer outro, é a naturalidade, o estudo mais completo da verdade artística. Ora, isto importa uma revolução; e eu estou sempre ao lado das reformas. Acabar de uma vez com essas modulações e posições estudadas que fazem do ator um manequim hirto e empenado é uma missão de verdadeiro sentimento da arte. A época é de reformas, e a arte caminha par a par com as sociedades".

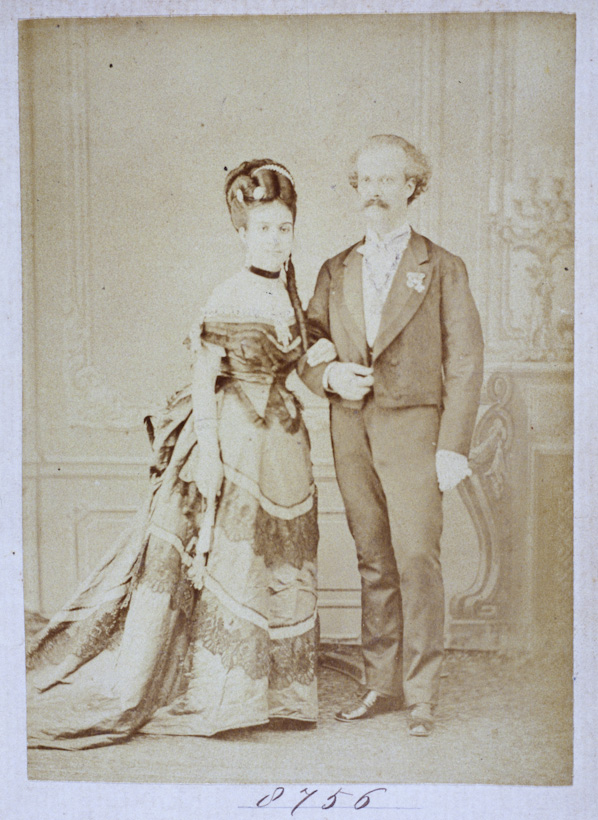
Furtado Coelho e Lucinda Simões em 1878

Machado acabou por se tornar amigo e colaborador de Furtado, e para sua companhia traduziu as obras Suplício de uma Mulher, de Émile de Girardin e Dumas Filho (1865); O Anjo da Meia-noite, de Théodore Barrière e Édouard Plouvier (1866); O Barbeiro de Sevilha, de Beaumarchais (1866); A Família Benoiton, de Victorien Sardou (1867); e Como Elas São Todas, de Alfred de Musset (1868).
No início da década de 1870, passado o apogeu dos grandes dramas e das comédias sofisticadas, Furtado se voltou para os gêneros mais ligeiros e populares, as operetas, as farsas e paródias, os melodramas e as revistas musicais, com seus cenários e efeitos cênicos extravagantes, uma vez que o público ora demonstrava grande interesse por eles, lotando as casas. Iniciou apresentando A Pera de Satanás e A Baronesa de Caiapó, e diante da excelente resposta do público, dedicou-se bastante a esse novo teatro. Atrás dessa seara, após Furtado surgiram vários outros empresários importantes, como Jacinto Heller, Dias Braga, Sousa Bastos e Braga Júnior.
Casou em 1872 com a atriz Lucinda Simões, também portuguesa, sendo pais dos gêmeos Lucília Simões e Luciano Simões, ambos atores. Com a esposa constituiu uma nova e aplaudidíssima companhia. Entre 1877 e 1879 arrendaram o Teatro Carlos Gomes, e entre 1880 e 1886 tiveram sede no Teatro Lucinda, no Rio de Janeiro. Ocasionalmente apresentavam-se em outras companhias e teatros. Entre os outros atores da troupe estavam Joaquim Augusto Ribeiro de Sousa e Gabriela da Cunha (1821-1882), importantes para a difusão da escola realista no Brasil. Apolônia Pinto (1854–1937) estreou sob sua direção. No Rio conquistaram os favores da Família Imperial Brasileira, tendo sido contratados como residentes da corte na temporada de 1886.
Furtado criou e dirigiu muitas companhias, e com elas fez várias itinerâncias pelo Brasil e Europa, enriquecendo e falindo várias vezes. Embora engajado com o realismo, por circunstâncias de mercado muitas vezes teve de deixar de lado seus ideais e conformar-se com um estilo mais popular. Trabalhou até pouco antes de falecer, mas seu fim de carreira foi inglório, como registrou Alfredo Pujol:

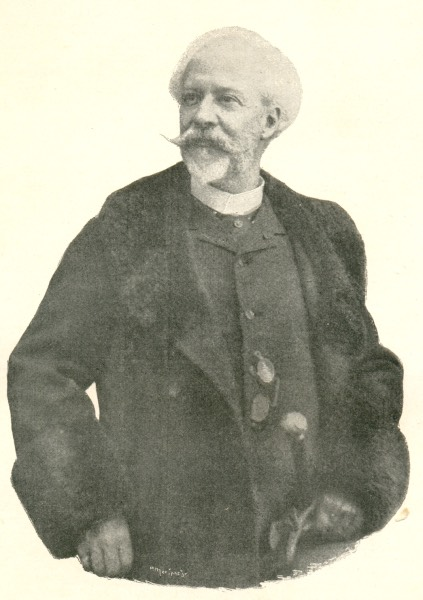
Furtado Coelho nos últimos anos de vida.

"Lembra-me ter visto um dia, numa longínqua cidade do interior de São Paulo, o ator Furtado Coelho, velho e enfermo, dizendo monólogos a uma platéia de dez tostões a cadeira, num palco improvisado de sarrafos e aniagem. Doeu-me ver assim humilhado o eminente intérprete de Dumas Filho e Augier, o estupendo Olivier de Jalin, do Demi-monde, que os nossos salões de outrora tanto aplaudiram nos seus recitativos".
Furtado também atuou como compositor, introduzindo nos saraus familiares e nas reuniões literárias a moda dos "recitativos", poemas declamados com acompanhamento musical composto para a ocasião. Compôs a música para o drama Dalila, de Octave Feuillet, fazendo sucesso nacional. Também foi autor da música da Grande Marcha Acadêmica, com letra de Eugénia Câmara, em homenagem aos estudantes de Direito paulistas. Inventou o copofone e foi pianista. Deixou ainda valsas e polcas publicadas pela Casa de Música Narciso & Arthur Napoleão, além de escrever poemas e recitativos, alguns libretos para óperas cômicas, como Cora (música de Chiquinha Gonzaga), e dramas, como O Remorso Vivo (em parceria com Joaquim Serra, musicado por Arthur Napoleão), Os Ciganos, O Agiota e Misérias Sociais.
Já separado da mulher desde o início da década de 1890 e junto com outra companheira, vem a falecer a 13 de fevereiro de 1900, aos 68 anos de idade, no prédio número 40 da Rua de Pedrouços, freguesia de Santa Maria de Belém, em Lisboa. Foi sepultado em jazigo, no Cemitério dos Prazeres, na mesma cidade. A propósito do falecimento de Furtado Coelho, pode ler-se no periódico Diário Illustrado, na edição de 14 de fevereiro de 1900, o seguinte: 
"Mal imaginávamos nós, quando há poucos dias publicámos o retrato do velho actor, que teríamos hoje de nos referir de novo a ele. Furtado Coelho morreu. Morreu ontem, acolá, na sua pobre casita de Pedrouços. Morreu ontem, nos braços da sua loira companheira, no meio sossego de espírito que lhe deram os obulos com que a sociedade portuguesa lhe amenisou o fim da vida. Morreu como ele queria: na sua pátria, ouvindo o marulhar do Tejo".
Em julho de 2018, encontrando-se o seu jazigo de família prescrito, foram os seus restos mortais, juntamente com os de outros familiares, cremados por iniciava do cemitério e as cinzas sepultadas em cendrário comum.